# Алаг-Ердене
Алаг-Ердене (монг. Алаг-Эрдэнэ) — сомон аймаку Хувсгел, Монголія. Площа 4,5 тис. км², населення 3,0 тис. чол. Центр сомону лежить за 734 км від Улан-Батора, за 63 км від міста Мурен. Багатонаціональний склад (халхи, дархати, урянхайці)

## Клімат
Клімат різко континентальний.

## Соціальна сфера
Школа, лікарня, сфера обслуживания.